# Sentrarand Rangierbahnhof

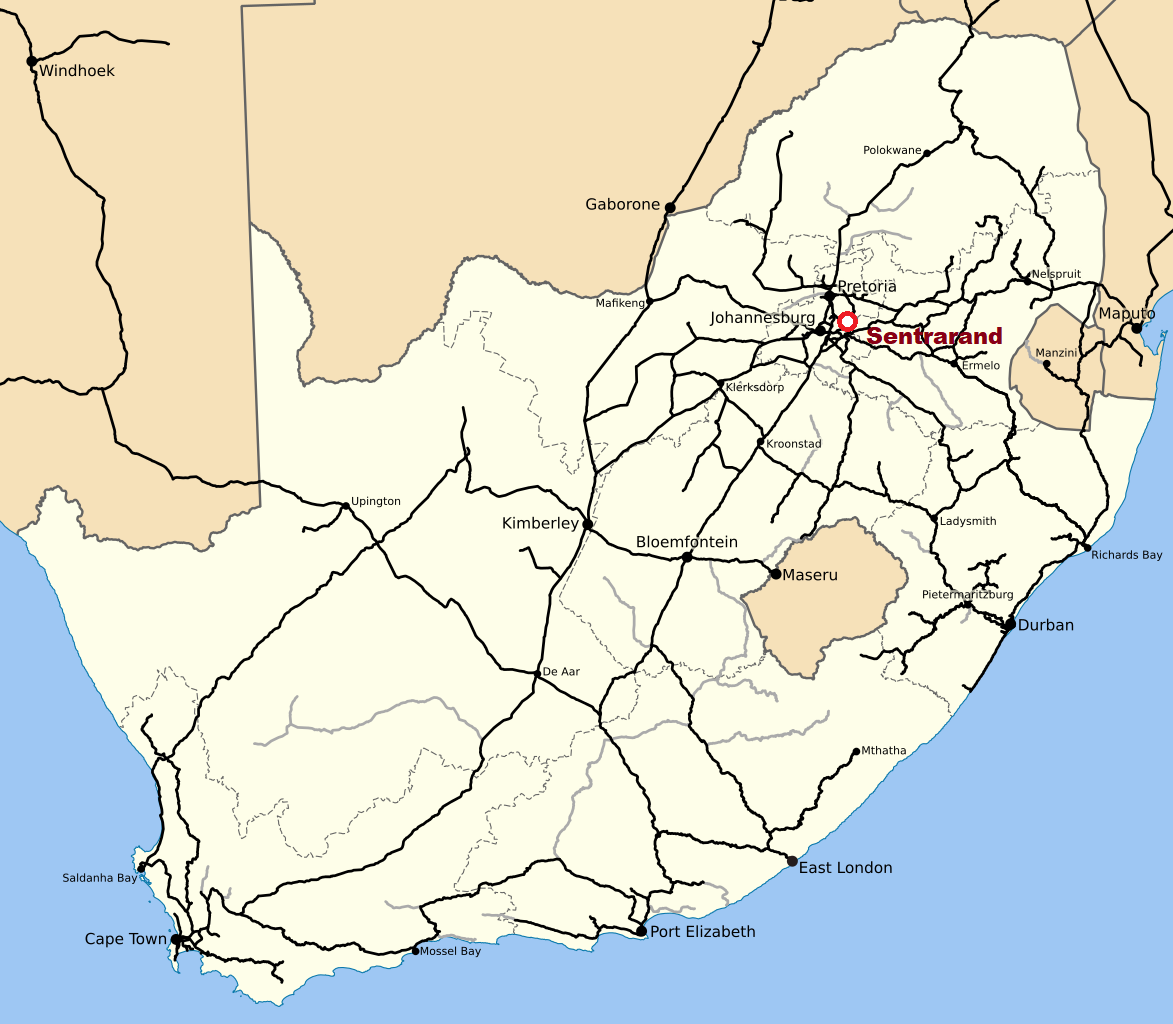
Transnet Freight Rail
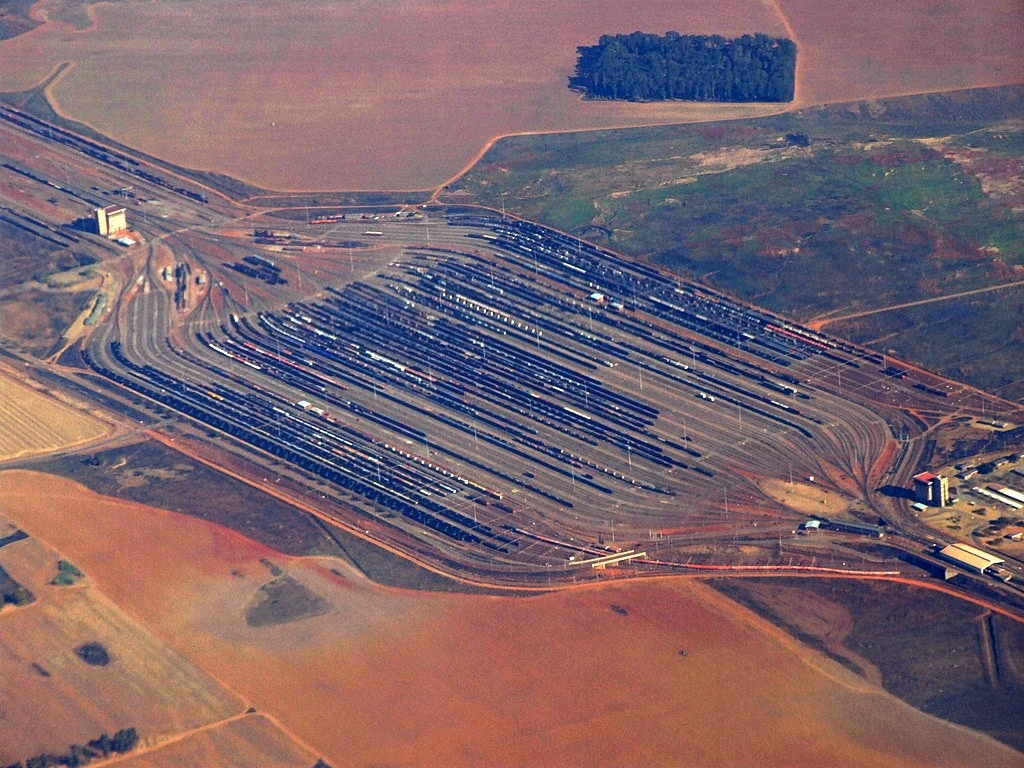

Der Rangierbahnhof Sentrarand befindet sich zwischen den südafrikanischen Ortschaften Bapsfontein und Etwatwa in der Metropolgemeinde Ekurhuleni von Gauteng. Er wird von Transnet Freight Rail betrieben.

## Struktur

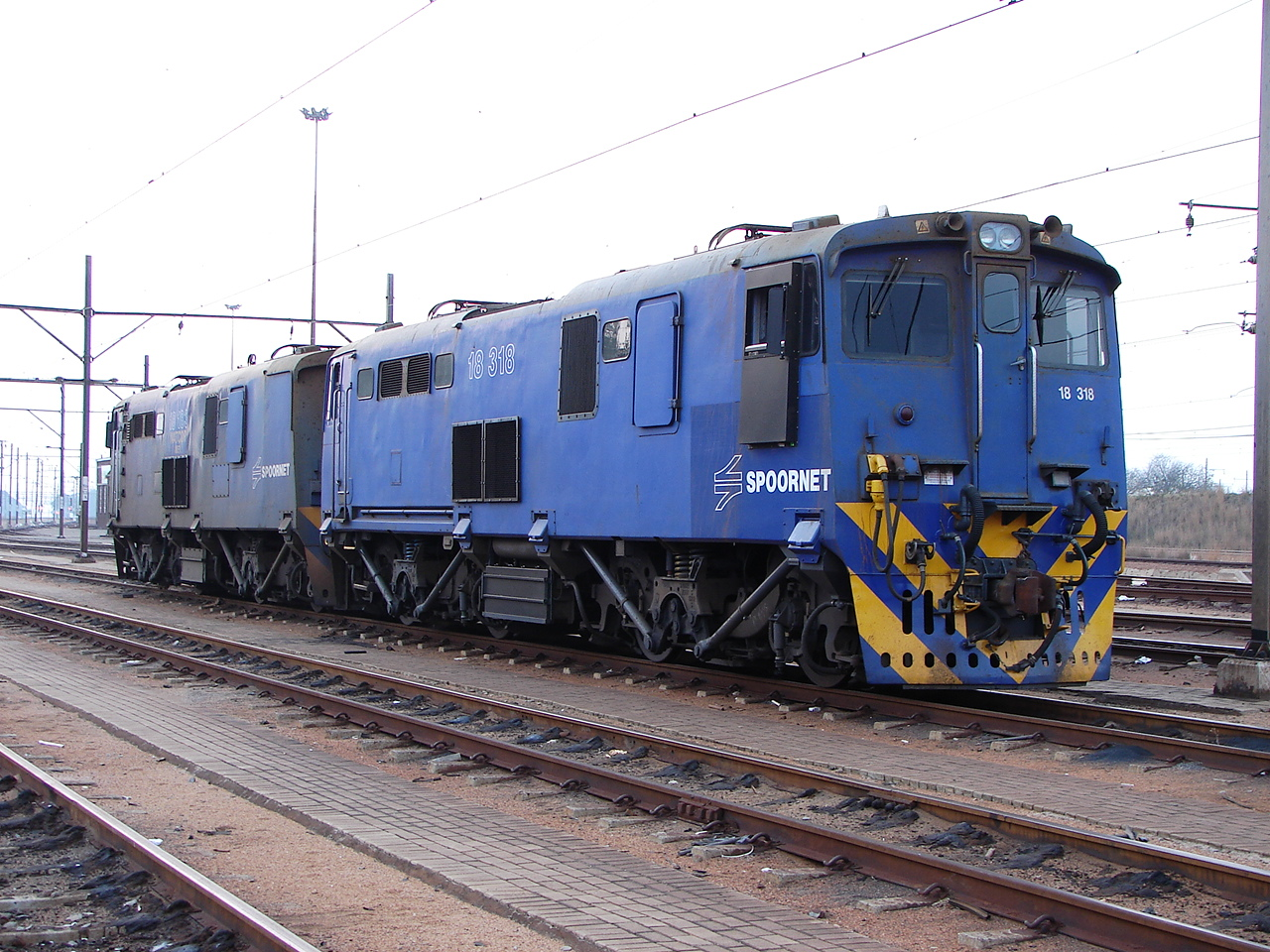
Elektrolokomotive Spoornet Klasse 18E Serie 1 auf dem Gelände des Güterbahnhofs Sentrarand

Der Rangierbahnhof liegt an einer Y-förmigen Verzweigung von zwei Umgehungsbahnstrecken, die die Anlieferung sowohl von Pretoria als auch von Johannesburg ermöglichen. Von ursprünglich vier geplanten Abschnitten wurde nur ein Sektor gebaut. Das existierende Bahnhofsgelände nimmt eine Fläche von etwa 6000 Hektar ein.
Der Rangierbahnhof Sentrarand gliedert sich in folgende Bereiche: eine Einfahrgruppe mit 22 Gleisen, der Rangierbereich (Richtungsgruppe) mit 64 Gleisen, zwei nachgelagerte Sortierzonen mit 10 Gleisen und eine Ausfahrgruppe mit 32 Gleisen. Insgesamt kann der Rangierbahnhof 6860 stehende Waggons aufnehmen.
Der Grund für die Errichtung eines großen Rangierbahnhofs ergab sich aus einer zusammenfassenden Reduktion der Anzahl vieler kleiner Anlagen dieser Art und damit zu Gunsten einer effektiveren Güterabwicklung auf der Schiene für die nahen Ballungsräume.

## Geschichte
Die Idee eines leistungsfähigen Rangierbahnhofs für die dicht besiedelten und industriell stark geprägten Ballungsräume Johannesburg und Pretoria wurde seit 1956 diskutiert. Konkrete Planungen wurden seit 1969 aufgenommen und die ersten Geländearbeiten für das Projekt begannen 1978. Im September 1982 nahm der Rangierbahnhof seinen Betrieb auf.